# Brug 1154
Brug 1154 is een bouwkundig kunstwerk in Amsterdam-Zuidoost.

## Versie 1
Bij de inrichting van de Bijlmermeer werd gekozen voor een gescheiden verkeerssysteem. Snelverkeer werd afgewikkeld door dreven die op een dijklichaam liggen, langzaam verkeer bevindt zich op maaiveldniveau. Dat maaiveldniveau werd nog doorsneden door allerlei afwateringstochten etc. Voor alle kruisingen tussen snel- en langzaam verkeer en wegen/paden en water ontwierp Dirk Sterenberg voor de Dienst der Publieke Werken viaducten en bruggen in allerlei maten. Brug 1154 is er één uit een serie van kleinere bruggen, ze was alleen bedoeld voor voetgangers, zogenaamde maaiveldbruggen, zoals brug 1142. Van dit type brug werden er talloze neergelegd, zodra er een voet- en fietspad over een waterweg moest komen. Ze zijn herkenbaar aan de borstwering met ankergat en standaard brugleuningen. Dit voetgangersbruggetje uit 1969/1970 vormde de verbinding tussen de terreinen behorende bij de flats Fleerde en Florijn (F-Buurt)

## Versie 2
Toen eind jaren negentig een grootscheepse sanering van de flats opgang kwam verdwenen grote delen van zowel Fleerde als Florijn van de kaart. Van Fleerde bleef één segment bewaard, van Florijn twee. In de plaats van die hoogbouw kwam laagbouw, daar bleven de waterwegen grotendeels ongewijzigd, dus kwam er tussen de Andrej Sacharovstraat/Raoul Wallenbergstraat enerzijds en de Janusz Korczakstraat en Chico Mendesstraat opnieuw een voetbrug. De woningen aan de Raoul Wallenbergstraat werden in 2004 gebouwd.
<<< · 1100 · 1101 · 1107 · 1008 · 1009 · 1110 · 1111 · 1119 · 1121 · 1122 · 1123 · 1124 · 1125 · 1126 · 1127 · 1128 · 1129 · 1130 · 1131 · 1132 · 1133 · 1134 · 1135 · 1139 · 1140 · 1141 · 1142 · 1143 · 1144 · 1145 · 1146 · 1148 · 1149 · 1150 · 1151 · 1152 · 1153 · 1154 · 1155 · 1156 · 1157 · 1159 · 1162 · 1163 · 1164 · 1165 · 1167 · 1170 · 1171 · 1172 · 1173 · 1174 · 1175 · 1176 · 1177 · 1179 · 1180 · 1181 · 1182 · 1183 · 1184 · 1186 · 1187 · 1188 · 1189 · 1190 · 1191 · 1192 · 1193 · 1194 · 1195 · 1196 · 1197 · 1198 · 1199 · >>>
Brugnummers 1102-1106 (gesloopt), 1112-1118 (gesloopt), 1120, 1136-1138, 1145, 1147, 1158 (onbekend), 1160, 1161, 1166, 1168, 1169, 1178 en 1185 (voetbrug Bijlmerweide bouw 1970, sloop 2015) zijn niet (meer) vergeven.